# Horizon Zero Dawn
Horizon Zero Dawn es un videojuego de acción, aventura y de mundo abierto desarrollado por Guerrilla Games y distribuido por Sony Interactive Entertainment para PlayStation 4 y Microsoft Windows. Es la primera propiedad intelectual de Guerrilla Games desde la serie Killzone en 2004 y se anunció por primera vez en el E3 2015. El juego está protagonizado por Aloy, una guerrera de la tribu de los Nora y está ambientado en un futuro post-apocalíptico donde las máquinas son la raza dominante de la Tierra.
Horizon Zero Dawn se convirtió en el mejor debut de una nueva IP en PlayStation 4, marca que consiguió tras superar al videojuego No Man's Sky. Posteriormente, fue desarrollado y lanzado para Microsoft Windows el 7 de agosto de 2020. Además, el videojuego recibió críticas excelentes por su historia, su ambientación, aspectos visuales, el mundo abierto, el personaje de Aloy y el trabajo de la actriz Ashly Burch interpretando al personaje. También es considerado uno de los mejores videojuegos de 2017 y uno de los videojuegos más vendidos de PlayStation 4. La versión para Windows también recibió excelentes críticas.
El juego cuenta con un contenido descargable titulado Horizon Zero Dawn: The Frozen Wilds, disponible desde noviembre de 2017. También cuenta con una secuela titulada Horizon Forbidden West, que fue lanzada en febrero de 2022.

## Jugabilidad
Horizon Zero Dawn es un videojuego de rol con elementos de aventura en tercera persona. El juego se ambienta en un mundo post-apocalíptico compuesto por regiones rurales, zonas montañosas, bosques, desiertos y montañas nevadas. Cuenta con un ciclo diurno y nocturno, además de un sistema meteorológico dinámico.
Los jugadores controlan a Aloy, una hábil arquera y cazadora de la tribu de los Nora. Con sus habilidades de combate, Aloy puede eliminar a sus enemigos de diversas maneras haciendo uso de las trampas, del arco, los explosivos y la lanza. Existen diferentes tipos de arcos de combate como: el arco de caza y de guerra (para combates a distancia media) y el arco de precisión (capaz de lanzar flechas de precisión para combates a larga distancia). El jugador puede crear diferentes tipos de flechas y municiones. Además, Aloy también cuenta con la honda (que sirve para lanzar bombas explosivas, eléctricas y de congelación) y con la "Aturdidora" (que se usa para colocar trampas de cable con puntos de anclaje). Con el arma lanzacuerdas, Aloy puede inmovilizar a las máquinas más grandes y derribarlas.
En cuanto a los recursos, Aloy puede obtener recursos de las máquinas destruidas así como de la vida animal y natural. Estos recursos le permiten crear municiones, ya sea para el arco, la honda o la Aturdidora, armar trampas y crear pociones para restaurar la vitalidad. Los recursos también le permiten fabricar y modificar armas, armaduras y mochilas, ya sea para aumentar la capacidad de carga o ampliar espacio en el inventario. En el mundo de Horizon Zero Dawn, el jugador pueden cumplir misiones secundarias. Estas misiones consisten, por lo general, en rescatar personas desaparecidas o en peligro, buscar objetos o componentes valiosos, investigar o resolver problemas y acabar con ciertos enemigos, sean humanos o máquinas.

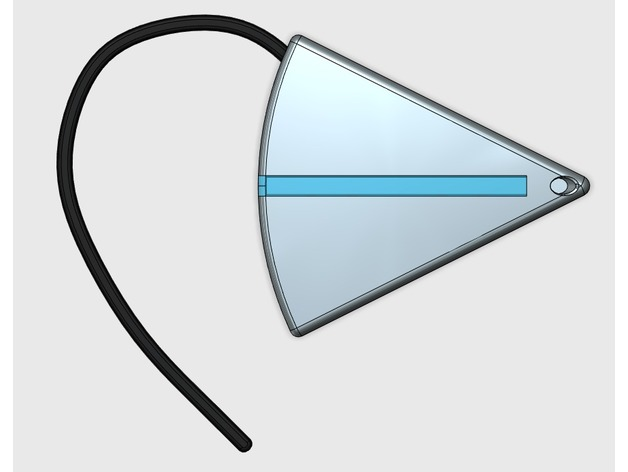
En el mundo de Horizon, los jugadores disponen de un Foco, un dispositivo neuronal de realidad aumentada con funciones múltiples. Este dispositivo muestra una interfaz virtual visible solo para el usuario.

Al completar las diferentes misiones que ofrece, Aloy obtiene experiencia y aumenta de nivel ganando un punto de habilidad. Estos puntos están disponibles cada vez que los jugadores completan la experiencia requerida y pueden distribuirse en tres ramas del árbol de habilidades: Merodeadora, Valiente y Recolectora. Las habilidades del árbol Merodeadora aumentan el sigilo, las del árbol Valiente incluyen técnicas de combate y las del árbol Recolectora se refiere a las habilidades curativas y de recolección.
Aloy puede usar el sigilo para pasar desapercibida, esconderse de sus enemigos, emboscarlos o eliminarlos sin llamar la atención. También puede moverse en el agua, ya sea para ir a lugares que no son accesibles a pie o eliminar silenciosamente a los enemigos. Otra habilidad que posee Aloy es que puede sabotear las máquinas. Incluso puede controlarlas para desplazarse mucho más rápido con ellas por los escenarios. Además, Aloy posee el Foco, un dispositivo neuronal que le permite escanear el entorno, así como conocer detalles relevantes sobre sus enemigos y los recursos que poseen. Con el Foco, Aloy puede acceder a información de interés, seguir pistas o examinar evidencias. Otra opción disponible en el juego es que Aloy puede dialogar con personajes no jugables a través de diferentes opciones. Dependiendo de las opciones que elija, algunos personajes vivirán o morirán. Además, los jugadores pueden viajar rápido o guardar la partida usando la fogata. Solo pueden viajar rápido una vez que descubren los puntos de viaje en el mapa.

## Historia

### Sinopsis
La historia de Horizon Zero Dawn se proyecta en el planeta Tierra aproximadamente 1000 años en el futuro, más precisamente al año 3040, en un escenario post-apocalíptico donde los seres humanos han vuelto a la época de las sociedades tribales primitivas como resultado de una catástrofe desconocida. Con el paso del tiempo, estas tribus adoptaron diferentes costumbres, tradiciones, intereses y creencias. Las tres tribus más conocidas en el mundo de Horizon Zero Dawn son los Nora, los Carja y los Oseram.
La especie dominante en el planeta es una raza de máquinas avanzadas. Aunque las tribus coexisten con ellas, muchos de sus habitantes cazan a estas máquinas y utilizan sus piezas como recursos valiosos, ya sea para el comercio o desarrollo. Pero con el paso de los años, estas máquinas se reprodujeron muy rápido, haciéndose más grandes y poderosas, y amenazando la vida de los habitantes primitivos. Aloy, una joven guerrera de la tribu de los Nora, debe explorar el mundo que conoce para averiguar más detalles de la catástrofe que destruyó al planeta en el pasado y evitar que el ciclo se repita en el futuro.

### Argumento
La historia comienza con la crianza de Aloy, la protagonista del juego. Al nacer, las Matriarcas de la tribu encargaron su cuidado a manos de un marginado llamado Rost. Como resultado, Aloy también es una marginada, ya que nadie de la tribu puede tener contacto con ella o con Rost. En su niñez, Aloy exploraba las "ruinas metálicas"  y encontró un dispositivo electrónico llamado "Foco". Este objeto le permitió conocer detalles del mundo antiguo mientras exploraba las ruinas. Pero desde su infancia, Aloy ha sido despreciada y excluida por los demás por no tener una madre y quiere saber por qué. Rost le explica que la única manera en la que puede obtener respuestas, y ser aceptada por la tribu, es participar en el rito de los Nora llamado "La Prueba". Si gana, se convertirá en "Valiente Nora" y las Matriarcas responderán a todas sus preguntas.
Al alcanzar la mayoría de edad, Aloy aprendió muchas habilidades con la ayuda de Rost para participar en la ceremonia anual, ser nombrada Valiente Nora y convertirse en miembro de la tribu. En consecuencia, Aloy llega a la capital de la tribu Nora y completa la prueba, ganando la competencia pero los participantes son atacados por los "Eclipse". Aloy casi es asesinada por Helis, el líder del culto, pero Rost interfiere para salvarla. Al ser herido gravemente, el culto coloca bombas en toda la montaña pero Rost se sacrifica para salvar a su hija adoptiva de una muerte segura, arrojándola colina abajo. Poco después, la explosión destruye el lugar y Rost muere en el acto.
Aloy despierta en una cueva y se reúne con la Matriarca Teersa. La matriarca explica que esa cueva fue el lugar donde Aloy nació. Como resultado de su nacimiento, muchos pensaban que Aloy era una maldición para la tribu, así que las Matriarcas la expulsaron. Sin embargo, la Matriarca Teersa siempre creyó que Aloy era una bendición para la tribu, así que le permite explorar la cueva y averiguar de dónde proviene. Al no poder acceder a una instalación secreta dentro de la cueva, las Matriarcas deciden nombrarla Buscadora Nora para que pueda averiguar más detalles de su origen, explorar los lugares prohibidos, encontrar a los Eclipse y vengar la muerte de los Nora. Como buscadora, Aloy busca y encuentra a Olin, un miembro de la tribu Oseram que estuvo presente en la ceremonia Nora y principal sospechoso del ataque. Al interrogarlo, descubre que los Eclipse adoran a HADES, una inteligencia artificial que les ayuda a corromper y controlar a las máquinas. Los Eclipse atacaron a Aloy en la Prueba porque el Foco de Olin la detectó como una amenaza para el sistema. Esto se debe a su parecido físico con la doctora Elisabet Sobeck, una figura muy importante del mundo antiguo.
Con los datos necesarios de Olin, Aloy localiza los restos de lo que fue "Faro Automated Solutions". Su descubrimiento le muestra que la humanidad estuvo en peligro cuando la empresa perdió el control de sus robots y se convirtieron en una amenaza para los seres humanos. A pesar de sus esfuerzos por controlar a las máquinas, las consecuencias fueron inevitables. Para disminuir los daños de la catástrofe, los miembros más importantes del gobierno crearon la iniciativa "Zero Dawn", un proyecto secreto liderado por Elisabet Sobeck y varios científicos del mundo para salvar a la humanidad. En ese momento, Aloy es contactada por Sylens, un hombre interesado en descubrir más detalles sobre el mundo antiguo. Al investigar un poco más sobre el proyecto, Aloy descubre que Elisabet Sobeck fue enviada a una instalación secreta para completar el proyecto "Zero Dawn". Al comunicarse con su Foco, Sylens le indica que esa instalación se encuentra actualmente en "La Ciudadela", la capital de los Eclipse. Cuando llega a La Ciudadela, Aloy se infiltra en la instalación subterránea. Allí descubre que Zero Dawn era un proyecto dirigido y supervisado por una inteligencia artificial llamada GAIA, creada por la doctora Sobeck. Para que el proyecto fuera todo un éxito, GAIA se encargaría de llevar a cabo las contramedidas necesarias para restaurar la biosfera contaminada del planeta y convertirla en un lugar habitable. También constaría de la creación de seres humanos a partir de ADN así como de datos sobre la historia y la cultura de la humanidad, la purga de las máquinas de Faro, la desintoxicación y limpieza de los mares y los océanos y la reintroducción de la vida animal, de la flora y la fauna. HADES era una de las partes del proyecto que le permitiría a GAIA destruir el proceso de restauración si el resultado no era favorable para la humanidad. Después de conocer estos detalles, Aloy descarga los registros de Elisabet Sobeck para acceder a la instalación secreta en la capital de la tribu Nora. Pero en ese momento, es capturada por los Eclipse.
Cuando despierta, Aloy es arrojada por Helis en una arena, para que muera a manos de las máquinas corrompidas. Con su ingenio, ella se las arregla para derrotarlas y sobrevivir pero es rescatada por Sylens y, juntos, escapan de la Ciudadela. Para evitar que los Eclipse ataquen a los Nora, Aloy se dirige a la capital de la tribu. Al llegar, ayuda a derrotar a los Eclipse y accede a la instalación secreta. Dentro de la instalación, Aloy encuentra una grabación holográfica de GAIA, donde le revela que una señal de origen desconocida hizo que HADES se corrompiera y tomará el control de Zero Dawn, causando consecuencias devastadoras para el proyecto. Como último recurso, GAIA activó su sistema de autodestrucción para detener el ataque de HADES. Como nueva contramedida, creó un clon de Elisabet Sobeck para que fuese la única persona capaz de acceder a la instalación, encontrar la grabación, destruir a HADES y restaurar las funciones de GAIA. Por lo tanto, Aloy se da cuenta de que fue creada por GAIA, como un clon de Elisabet Sobeck para destruir a HADES. Al descubrir todas estas revelaciones, Aloy se dirige a las antiguas instalaciones de GAIA Prime en territorio Carja y recuperar el Control Maestro para derrotar a HADES. Allí descubre que su "madre" murió tratando de evitar que las máquinas corrompidas de Faro encontrarán y destruyerán el proyecto Zero Dawn y a GAIA. También descubre que el director de Faro Automated Solutions asesinó a los líderes del mundo antiguo y eliminó los archivos de la historia humana porque creía que representaban un peligro para las generaciones futuras.
Después de saber esto, Aloy se reúne con Sylens. Sylens le revela que él es el fundador de los Eclipse. A cambio de conocimiento sobre el mundo antiguo, Sylens prometió servirle. Pero abandonó su posición como líder cuando HADES ordenó su ejecución. Con la información de Sylens, Aloy debe impedir que HADES se haga con el control de "La Aguja", un módulo creado por GAIA que puede activar y desactivar los máquinas de Faro, y así detener el exterminio de la vida en la Tierra. Dicha Aguja se encuentra en Meridian, la capital de la tribu Carja.
Una vez que llega allí, Aloy advierte a los Carja y resisten el ataque de los Eclipse con la ayuda de los Buscadores Nora y otros aliados. Durante la batalla, Aloy asesina a Helis pero HADES y su ejército logran entrar en Meridian. Sin embargo, Aloy logra derrotarlos y neutraliza a HADES, poniendo fin al conflicto y salvando al mundo del exterminio.
Poco después, Aloy busca el hogar de la doctora Sobeck y encuentra su cuerpo, todo mientras escucha la grabación de la conversación que tuvieron Elisabet y GAIA por última vez.
En la escena poscréditos, se ve a HADES salir de su contenedor para después mostrar como Sylens, en su sed de conocimiento, lo captura y le ofrece liberarlo a cambio de obtener información sobre la señal de origen desconocida que le hizo tomar consciencia de sí mismo y rebelarse contra GAIA.

### Tribus
Las sociedades humanas en Horizon Zero Dawn se encuentran organizadas en tribus. Muchas de ellas poseen diferentes costumbres, tradiciones, leyes y creencias. Las tribus principales de Horizon Zero Dawn son: Los Nora, Los Carja y Los Oseram. Pero también se menciona la existencia de otras tribus.
- La tribu Nora. Es una sociedad conformada por cazadores y recolectores. La capital de la tribu es "Corazón de Madre". Las líderes de dicha tribu son las Matriarcas Teersa, Jezza y Lansra. Se encargan de hacer cumplir la ley y de condenar a los miembros de la tribu. Los Nora tienen a la "Madre" como su deidad. Creen que toda la vida humana, animal y natural surgió por esta deidad. Normalmente, viven en asentamientos situados en las montañas y los bosques de lo que consideran "La Tierra Sagrada".

- La tribu Carja. Son una sociedad avanzada que cuenta con una enorme población, estabilidad económica y fuerza militar. La tribu tiene como líder al rey décimo cuarto Avad. La capital de la tribu se encuentra en Meridian. Tienen al "Sol" como su deidad.

- La tribu Oseram. Es una sociedad conformada por excelentes artesanos y herreros. Es una de las muchas tribus que fue víctima de los Asaltos Rojos[nota 8] liderados por los Carja y el decimotercer rey Jiran. Normalmente, los Oseram conviven con los Carja en Meridian.

- Los Carja Sombríos. Son una sociedad conformada por los antiguos partidarios de la tribu Carja liderada por el rey Jiran. Después de la muerte de este rey, estos partidarios se autoproclamaron Carja Sombríos. La mayoría de los ellos son fanáticos que desarrollaron una gran fascinación por el poder y la tecnología antigua gracias a Sylens, fundador de los Eclipse.

- La tribu Banuk. Son un grupo de supervivientes que viven en las montañas. La tribu está compuesta por cazadores intrépidos y chamanes misteriosos que se niegan a confraternizar con otras tribus. Básicamente, son una tribu nómada de la que muy poco se sabe en el juego.

- La tribu Utaru. Son una tribu pacífica que se especializa en la agricultura. Muy poco se sabe de ellos. La mayoría de sus miembros fueron víctimas de los Asaltos Rojos y sometidos a la esclavitud por el rey Carja, Jiran.

### Personajes
Protagonista
- Aloy. Es una joven cazadora de máquinas, una excelente arquera y miembro de la tribu de los Nora. Es una mujer valiente que intenta demostrarle a la tribu lo que vale. Durante su búsqueda, Aloy quiere saber por qué es una marginada y de donde proviene. Fue creada con el ADN de Elisabet Sobeck. Es decidida y muy curiosa. Además, es compasiva y compresiva con los demás. Incluso tiende a ser sarcástica con las personas que no le agradan. A diferencia de los miembros de la tribu, que consideran prohibido el uso de la tecnología, Aloy lo ve como una herramienta útil y ventajosa para comprender el mundo antiguo. Es muy escéptica en lo que se refiere a las leyes, tradiciones y creencias tribales de los Nora. Aunque fue creada con el ADN de Elisabet Sobeck, Aloy se siente conectada paternalmente a ella, a tal grado, que la admira y la respeta por su valentía y optimismo.

Miembros de la tribu Nora
- Rost. Es el padre adoptivo de Aloy. Antes miembro de la tribu Nora, ahora es un marginado pero extremadamente fiel a las leyes y las tradiciones de los Nora. Cuando Aloy nació, las Matriarcas le encargaron su cuidado. Es un hombre muy sabio y un excelente maestro para Aloy. Su hija adoptiva es lo más importante para él. Al final, sacrifica su vida para salvarla de una muerte segura. Antes del nacimiento de Aloy, Rost tuvo una esposa y una hija de seis años, las cuales fueron asesinadas por unos forasteros. Para vengarse, Rost le pidió secretamente a las Matriarcas que lo nombraran Buscador de la Muerte[nota 9] para poder salir de la Tierra Sagrada y encontrarlos. Lleno de venganza, Rost encuentra a todos los forasteros y los asesina. Al volver a la Tierra Sagrada, las Matriarcas le permitieron quedarse en el territorio de la tribu como un marginado a cambio de que no le mencionara a nadie lo que había hecho.

- Matriarca Teersa. Es una de las tres matriarcas de la tribu Nora. Es una mujer de edad madura, sabia y compasiva con los demás. Teersa demuestra consideración y tolerancia con los marginados y, en ocasiones, tiende a romper la tradición con tal de hacer lo correcto. Es muy abierta y está dispuesta a aceptar cosas que escapan de su compresión. A diferencia de las otras matriarcas, cree que Aloy es una bendición de la Madre para la tribu e intenta ayudarla a cumplir con su destino.

- Matriarca Jezza. Es una de las tres matriarcas de la tribu Nora. Al igual que Teersa, es una mujer de edad madura, sensata y compasiva. También es la guía espiritual de los Nora y se encarga de enseñar las creencias y las tradiciones a los habitantes. Es abierta, tolerante y demuestra ser compasiva con Aloy al nombrarla buscadora Nora, a pesar del rechazo de la matriarca Lansra.

- Matriarca Lansra. Es una de las tres matriarcas de la tribu Nora. Al igual que Teersa y Jezza, es una mujer de edad madura y fiel a la tradición de la tribu. A diferencia de las otras matriarcas, Lansra manifiesta su total desprecio a los marginados, en especial a Aloy. A menudo discute con Teersa y Jezza por el trato que le dan a la joven Nora. Lansra cree que es una maldición para la tribu y no debe ser aceptada por los habitantes.

- Cacique Sona. Es una guerrera, estratega y comandante de la fuerza militar "Valientes Nora". Su misión es proteger el territorio de los Nora y a sus habitantes cueste lo que cueste. Es muy seria, desconfiada e impulsiva pero es una líder capaz y experimentada en combate. Tiene dos hijos: Varl y Vala. Es una aliada para Aloy en la batalla final contra los Carja Sombríos.

- Varl. Es el hijo de la Cacique Sona y el hermano mayor de Vala. A pesar de ser un guerrero nato y competente, Varl tiene una relación tensa con su madre. Sin embargo, desarrolla un vínculo muy fuerte con Aloy a medida que avanza la historia. Es un aliado para Aloy en la batalla final contra los Carja Sombríos.

- Vala. Es la hija de la Cacique Sona y la hermana menor de Varl. Vala era una de las participantes de la Prueba de los Nora cuando conoció a Aloy. A diferencia de los demás participantes, Vala y Aloy se hicieron amigas. Pero fue asesinada por los Carja Sombríos durante la Prueba.

- Karst. En un comerciante de la tribu Nora. Karst anteriormente era un marginado que desobedeció la ley al explorar las ruinas del mundo metálico pero tiempo después fue readmitido. Sin embargo, vive en el bosque, a las afueras de la capital de la tribu.

- Nakoa. Es una guerrera de la tribu Nora. Nakoa abandonó las Tierras Sagradas de los Nora para vengarse de Zaid, el hombre que asesinó a su padre. Aunque fue capturada por Zaid, Aloy la liberó y, posteriormente, Nakoa logró vengarse de su adversario. Se convierte en una aliada para Aloy en la batalla final contra los Carja Sombríos.

- Teb. Aunque no es combatiente, Teb puede luchar contra los enemigos si la situación lo requiere. Es muy tímido pero al mismo tiempo tolerante, sobre todo con Aloy. A diferencia de los demás Nora, Teb la aprecia mucho, ya que ella salvó su vida de una muerte segura años atrás. Es un aliado para Aloy en la batalla final contra los Carja Sombríos.

Miembros de la tribu Carja
- Avad. Es el décimo cuarto rey Sol de la tribu Carja y el hijo del rey Jiran. Cuando descubrió las atrocidades cometidas por su padre, se rebeló contra él y lo asesinó. Convirtiéndose en el décimo cuarto rey de la tribu, Avad reformó a los Carja, abolió la esclavitud y la discriminación. A diferencia de su padre, Avad quiere gobernar con justicia. Es un hombre razonable y bondadoso. Su deseo es que todas las tribu estén unidas en paz y armonía. Siente una fuerte atracción por las mujeres, en especial por Ersa, la hermana de Erend, y por Aloy.

- Nil. Es un guerrero nómada de la tribu Carja. En varias ocasiones, su camino y el de Aloy se cruza entre sí, sobre todo cuando se ven obligados a trabajar en equipo. Es muy experimentado en combate y se considera un amante de la guerra. Sin embargo, su destino final queda en las manos de Aloy. Nil también puede convertirse en un aliado para Aloy en la batalla final contra los Carja Sombríos.

- Talanah. Es miembro de la "Logia de Cazadores". Talanah es una mujer joven y una cazadora competente. Su hermano y su padre, ambos miembros de la Logia, perdieron la vida en una masacre ejecutada por el rey Jiran. Como resultado, la Logia se corrompió con el liderazgo de un hombre llamado Ahsis. Esto lleva a Talanah a querer convertirse en la líder de la Logia y recordar a los caídos de la masacre. Es una aliada para Aloy en la batalla final contra los Carja Sombríos.

- Vanasha. Es una espía bien entrenada que se hace pasar por una doncella en el territorio de los Carja Sombríos. Es leal al rey Avad y a su forma de gobierno. Su misión es convencer a la viuda y al hijo del rey Jiran de abandonar a los Carja Sombríos y volver a Meridian, al servicio del rey Avad. A pesar de convivir con los Carja Sombríos, Vanasha los rechaza totalmente por su insurgencia. Puede convertirse en una aliada para Aloy en la batalla final contra los Carja Sombríos.

- Janeva. Es la alcaide de la prisión Roca Solar. Debido a sus rasgos físicos, surgieron rumores entre los soldados sobre su género. Fue designada por el rey Avad para dirigir la prisión y encargarse de la custodia de los prisioneros.

- Zaid. Es un antiguo capitán del ejército Carja y antagonista menor del videojuego. Zaid estuvo al servicio del rey Jiran durante los Asaltos Rojos. Después de la muerte de Jiran y las reformas hechas por el rey Avad, Zaid escapó de la ciudad y se volvió un esclavista para los Carja Sombríos.

- Ahsis. Es el líder de los Cazadores de la Logia y antagonista menor del videojuego. Es un hombre muy arrogante y apegado a la tradiciones Carja establecidas por el rey Jiran, negándose a aceptar las reformas del rey Avad. Además, siente un enorme desprecio por las mujeres y no tolera la presencia de personas que no son de su tribu.

Miembros de la tribu Oseram
- Erend. Es un guerrero de la tribu y líder de la "Vanguardia". Aunque es impulsivo y tiene baja autoestima, Erend también es capaz y competente en combate. Siente gran admiración por su hermana Ersa. Pero tras la muerte de esta, Erend se convierte en el líder de la "Vanguardia". Se convierte en un aliado para Aloy en la batalla final contra los Carja Sombríos.

- Olin Delverson. Es un buen amigo de Erend. Olin se ve obligado a unirse a los Eclipse cuando secuestran a su esposa e hija. A pesar de ello, no está de acuerdo con las acciones de dicho culto. Es uno de los pocos personajes que usa un Foco pero se mantiene reservado cuando habla sobre él, sobre todo con Aloy. Es un explorador experto que le gusta la tecnología antigua y la bebida. Su destino final queda en las manos de Aloy.

- Petra. Es una herrera capacitada, inventora y miembro de la tribu Oseram. Petra es la líder del asentamiento "Banda Libre", un dominio independiente controlado por miembros de la tribu Oseram. Sus habilidades le permiten desarrollar cañones avanzados. Es tolerante, amigable y segura de sí misma. Es una aliada para Aloy en la batalla final contra los Carja Sombríos.

- Ersa. Es la hermana mayor de Erend y líder de la Vanguardia. Durante el reinado de Jiran, Ersa entabló una fuerte amistad con Avad. Con su ayuda, Avad liberó a Meridian del reinado de su padre y Ersa y sus hombres se convirtieron en su guardia personal. Sin embargo, Ersa y Avad comenzaron un relación romántica y la mantuvieron en secreto. En el cumplimiento de su deber, Ersa descubrió que Dervalh planeaba destruir Meridian y trató de enfrentarlo pero sus hombres murieron y ella fue capturada. Murió de las heridas causadas por Dervalh.

Miembros de los Eclipse
- Helis. Es el líder de los Eclipse y uno de los antagonistas de la historia. Helis es un fanático religioso y despiadado que colabora con HADES para resucitar a las máquinas de Faro que quedaron inactivas. Cree que sus acciones están justificadas y piensa que es el elegido por el dios Sol para guiar a los Eclipse a la gloria. Fue el responsable de la masacre de la Prueba en la capital de los Nora.

- Sylens. Es un investigador del mundo antiguo y fundador de los Eclipse. Es un personaje muy enigmático pero poco a poco se conocen sus intenciones y motivos. Siente una profunda fascinación por descubrir la historia y la tecnología del mundo antiguo. Cuando Sylens encontró un Foco en las ruinas del mundo metálico, entró en contacto con HADES y prometió servirle a cambio de conocimiento. Esto lo llevó a fundar un ejército al servicio de HADES conocido como los Eclipse pero desertó al darse cuenta de que HADES ordenó su ejecución. Sylens es muy manipulador y está dispuesto a hacer lo que haga falta para conseguir lo que busca. En ocasiones, tiende a ser imprudente y brusco pero es capaz de reconocer sus errores.

Miembros de la tribu Banuk
- Aluki. Es una hábil guerrera del campamento Banuk. Desde su llegada al campamento, Aluki protege a los misteriosos chamanes y vigila a las máquinas que acechan el campamento. Es una aliada para Aloy en la batalla final contra los Carja Sombríos.

- Brin. Es muy enigmático y está obsesionado con la sangre de máquina, la cual le proporciona visiones sobre el futuro. Originalmente era un chamán de la tribu pero fue expulsado por beber sangre de máquina, algo que los Banuk consideraban prohibido.

Inteligencias Artificiales
- GAIA. Es una inteligencia artificial creada por Elisabet Sobeck que controla el proyecto Zero Dawn. El propósito de GAIA es restaurar el planeta Tierra a su estado original con la ayuda de varios sistemas subordinados, entre ellos HADES, el principal antagonista. Permaneció en contacto con Elisabet Sobeck durante la mayor parte del tiempo y se hicieron buenas amigas. Para impedir que HADES tomara el control del proyecto y exterminara la vida en la tierra, GAIA activó su sistema de autodestrucción para detener a HADES y creó un clon de Elisabet Sobeck para que restaurara sus funciones en el futuro.

- HADES. Es el principal antagonista del juego. Es una inteligencia artificial que formaba parte del proyecto Zero Dawn. La función de HADES era revertir el trabajo de GAIA si el proceso de restauración no era exitoso. Esto permitiría a GAIA realizar todo el proceso de nuevo pero una señal desconocida hizo que HADES se rebelará contra ella y tomará el control de Zero Dawn. HADES logró escapar de la contra medida y de la instalación donde estaba retenido. Aunque estuvo incomunicado durante mucho tiempo, HADES envió una señal a todos los Focos que estuvieran a su alcance para que alguien lo contactara. Al entrar en contacto con Sylens, HADES pudo conocer más detalles del mundo primitivo con su ayuda pero su objetivo sigue siendo el mismo: completar el exterminio de la humanidad.

Los Antiguos
- Elisabet Sobeck. Era la madre biológica de Aloy y una de las figuras más importantes del proyecto Zero Dawn. Era una mujer decidida, brillante, compasiva, desinteresada y talentosa en el área de la robótica, la ciencia y la ingeniería. Años antes de la catástrofe, fue contratada por Ted Faro para el diseño y desarrollo de tecnología ambiental. Como resultado, Elisabet fue ganando reconocimiento e importancia en la comunidad científica. Sin embargo, su negativa al desarrollo de tecnología militar la llevó a romper relaciones con Ted Faro y su empresa. Elisabet se volvió independiente y creó su propia empresa de tecnología ambiental. Cuando Faro y su empresa perdieron el control de su tecnología militar, acudieron a Elisabet para que resolviera el problema. Pero la extinción de la vida en la Tierra era inminente así que Elisabet sugirió crear un proyecto que permitiera devolver a la Tierra a su estado original. El proyecto recibió el nombre Zero Dawn. Como directora del proyecto, Elisabet se dedicó profundamente al desarrollo de Zero Dawn junto con otros científicos. Amaba tanto a la Tierra y a la humanidad que estuvo dispuesta a dar su vida para salvar ambas cosas. Fue voluntaria para sellar una puerta que había quedó medio abierta, tratando de evitar que La Plaga de Faro detectara y destruyera la instalación donde se desarrollaba el proyecto. Murió en lo que quedaba de su casa.

- Ted Faro. Fue el fundador, presidente y propietario de la corporación Faro Automated Solutions y una figura importante en el proyecto Zero Dawn. Años antes de la catástrofe, era un empresario reconocido en todo el mundo. Sin embargo, su avaricia e imprudencia lo llevaron a concebir tecnología militar avanzada que causó la extinción de toda la vida en la Tierra. Para remediar el daño, solicitó la ayuda de la doctora Sobeck pero el resultado de sus acciones era inevitable. La creación de Faro, conocida como la "Plaga de Faro" acabó con toda forma de vida en la Tierra y la volvió inhabitable. Solo el proyecto Zero Dawn podía devolver al planeta a su estado original. Durante su estadía en la instalación donde se desarrollaba el proyecto, Faro acosaba constantemente a Sobeck y a los científicos por obtener resultados sobre los avances del proyecto tratando de aportar nuevas ideas. Después de la muerte de Elisabet, Faro perdió por completo el juicio, borró los archivos que se transmitirían a las futuras generaciones y asesinó a los científicos Alfas para evitar que lo reconstruyeran. Debido a sus acciones, la humanidad creció en ignorancia y sin conocimiento sobre el mundo antiguo.

- Travis Tate. Era uno de los nueve Alfas designados por Elisabeth Sobeck para supervisar el proyecto Zero Dawn. Era un programador talentoso que supervisó el desarrollo de "HADES". Tate era muy excéntrico y desconfiado. Se consideraba amante del entretenimiento inapropiado e inmoral, cosa que incomodaba constantemente a los demás. Murió a manos de Ted Faro junto con el resto de los Alfas.

- Charles Ronson. Era uno de los nueve Alfas designados por Elisabeth Sobeck para supervisar el proyecto Zero Dawn. Como ecologista dedicado y miembro del proyecto, Ronson supervisó el desarrollo de "ARTEMISA". La pérdida de la doctora Sobeck, por quien Ronson sentía gran admiración y respeto, lo afectó emocionalmente. Se le describe como un hombre dedicado y apasionado pero perdía la perspectiva cuando se encontraba bajo presión. Murió a manos de Ted Faro junto con el resto de los Alfas.

- Samina Ebadji. Era una de los nueve Alfas designados por Elisabet Sobeck para supervisar el proyecto Zero Dawn. Especializada en el campo del patrimonio cultural, Ebadji se encargó de supervisar el desarrollo de "APOLO". Con "APOLO", recopiló y archivó una gran cantidad de información sobre conocimientos y culturas de la historia humana para transmitirlos a las generaciones futuras que la reemplazarían. Murió a manos de Ted Faro junto con el resto de los Alfas.

- Margo Shĕn. Era una de los nueve Alfas designados por Elisabet Sobeck para supervisar el proyecto Zero Dawn. Era una mujer experta en el área de la robótica y muy entusiasta. Shĕn se encargó de supervisar el desarrollo de "HEFESTO". Se cree que Shĕn era empleada de Faro Automated Solutions antes de la catástrofe y fue profesora universitaria un tiempo después. Murió a manos de Ted Faro junto con el resto de los Alfas.

- Patrick Brochard-Klein. Era uno de los nueve Alfas designados por Elisabet Sobeck para supervisar el proyecto Zero Dawn. Especializado en el campo de la clonación y la ingeniería genética, Brochard-Klein se encargó de supervisar el desarrollo de "ILITÍA". Murió a manos de Ted Faro junto con el resto de los Alfas.

### Escenarios
Aunque se ambienta en un escenario post-apocalíptico, Horizon Zero Dawn transcurren en lugares reales de Estados Unidos como Utah y Colorado. Cuando los jugadores encuentran los llamados "Observatorios", visualizan imágenes de algunos lugares conocidos de dichas ciudades. Algunos ejemplos de ello son: el Lago Powell, el estadio de Denver, la Catarata Bridal Veil, el Parque nacional del Cañón Bryce, la Cordillera Front, la Capilla de Cadetes de la Academia de la Fuerza Aérea de los Estados Unidos, entre otros.

## Contenido descargable
Horizon Zero Dawn cuenta con una única expansión titulada The Frozen Wilds, la cual fue anunciada por Sony durante el transcurso del E3 2017. En esta expansión, Aloy continua con su búsqueda de respuestas a las preguntas más inquietantes sobre el mundo antiguo. Para ello, decide viajar a una región llamada "El Tajo", unas tierras lejanas habitadas por los Banuk, una tribu de aguerridos cazadores de la que muy poco se conoce.
El lanzamiento de este DLC se produjo el 7 de noviembre de 2017.

## Desarrollo
Guerrilla Games comenzó a desarrollar Horizon Zero Dawn en 2011, poco después del lanzamiento de Killzone 3. Antes de su confirmación, se conocía el nombre del videojuego por Horizon. Según Hermen Hulst, se obtuvieron entre 40 y 50 conceptos e ideas para el próximo videojuego y, entre ellos, surgió Horizon. El título estaría ambientado en un mundo post-apocalíptico donde las máquinas serían la raza dominante en el planeta y los humanos volverían a una época primitiva en la que cazan y recolectan piezas de estas máquinas para sobrevivir. Dicho videojuego tendría elementos de rol y mundo abierto. El juego fue confirmado finalmente en el E3 2015 durante la conferencia de Sony, exclusivamente para PlayStation 4. La protagonista del título sería una joven cazadora de máquinas llamada Aloy. La actriz Hannah Hoekstra se encargó de dar su rostro para el personaje y Ashly Burch se encargó de darle vida con su voz. Aunque Sony tenía dudas sobre una protagonista femenina en Horizon, las reacciones positivas hicieron que el proyecto continuara adelante. Parte del motor gráfico de Horizon era una versión modificada del motor de Killzone: Shadow Fall y estaría centrado en el modo un solo jugador.
En cuanto a las características del juego, Guerrilla Games confirmó que los jugadores podrán cazar animales para restaurar la vitalidad y mejorar el atuendo de la protagonista, además de cazar los robots que predominan en el mapa y obtener sus piezas para comerciar o desarrollar diferentes recursos. Más tarde, se presentó una demo haciendo hincapié a este respecto y al uso de trampas. En la E3 2016, Sony y Guerrilla Games presentaron una nueva demostración del juego con más características, así como nuevos escenarios y nuevas máquinas a las que la Aloy debe enfrentar. Durante los meses siguientes, Guerrilla dio algunos detalles sobre los elementos de rol y mundo abierto de Horizon, así como la historia, sistema de misiones, entre otros.
En enero de 2017, Guerrilla Games finalizó el desarrollo de Horizon Zero Dawn, obteniendo el estatus "Gold".

### Doblaje al español
El videojuego cuenta con dos versiones de doblaje al español: uno para España y otro para Hispanoamérica. La versión de España se realizó en el estudio Synthesis Iberia (Madrid). En cambio, la versión de Hispanoamérica se realizó en el estudio de doblaje Lola MX (México).
He aquí algunas de las voces que participan en ambas versiones.
| Personajes     | Actor/Actriz de doblaje   | Actor/Actriz de doblaje |
| -------------- | ------------------------- | ----------------------- |
| Aloy           | Michelle Jenner           | Rosalba Sotelo          |
| Rost           | Vicente Gil               | Rubén Moya              |
| Sylens         | Francisco Javier Martínez | Gerardo Vásquez         |
| Helis          | Roberto Encinas           | Dafnis Fernández        |
| Varl           | Fernando Castro           | Dan Osorio              |
| Erend          | Iñaki Crespo              | Raúl Anaya              |
| Nil            | David Blanco              | José Gilberto Vilchis   |
| Olin Delverson | Luis Manuel Martín Díaz   | Jorge Badillo           |
| Petra          | Isatxa Mengíbar           | Rossy Aguirre           |

## Lanzamiento
Inicialmente estaba programado su lanzamiento para finales de 2016 pero el juego fue retrasado. Según Hermen Hulst, director ejecutivo de Guerrilla Games, "la nueva fecha nos da el tiempo extra requerido para completar y mejorar el juego", por lo que finalmente Horizon Zero Dawn salió a la venta en febrero de 2017 para Norteamérica y en marzo de 2017 para Europa y Asia, siendo un lanzamiento exclusivo para PlayStation 4. Su contenido descargable, titulado The Frozen Wilds, fue lanzado el 7 de noviembre de 2017. Adicionalmente, Guerrilla Games confirmó el lanzamiento de Horizon Zero Dawn: Complete Edition. Dicha edición incluye la historia principal y todos los contenidos adicionales hasta la fecha. Su lanzamiento fue el 5 de diciembre de 2017 exclusivamente para PlayStation 4. Posteriormente, en agosto de 2020, la edición fue lanzada también para PC.

## Recepción

### PlayStation 4
Horizon Zero Dawn recibió excelentes críticas y puntuaciones. Fue reconocido como uno de los mejores juegos del año. El mundo abierto, la historia, los aspectos visuales, las mecánicas y el personaje de Aloy fueron aclamados por la crítica. Incluso, el estudio polaco CD Projekt RED felicitó a Guerrilla por el éxito del videojuego. El juego sostiene una puntuación promedio de 89/100 en Metacritic.
Hobby Consolas le dio una puntuación sobresaliente de 95/100. El sitio web afirma que Guerrilla Games "ha sido capaz de reinventarse y dar vida a un producto tan distinto... y tan grande." En su análisis, considera que Horizon es uno de los mejores juegos de PlayStation 4. Los elementos de rol, el mundo abierto, la jugabilidad y el sistema de combate fueron aclamados por la crítica como los "mejores aspectos" del juego. Mencionó que "la historia es el apartado [...] que ha sorprendido más" y el personaje de Aloy "tiene carisma". Además, el apartado visual y el diseño de los escenarios se destacaron positivamente. En su conclusión, mencionó que "Guerrila Games se reinventa y da vida a una aventura bestial, y no sólo en lo técnico. Horizon: Zero Dawn es un "action RPG" [...], con un sistema de combate tan elaborado como satisfactorio, y un universo tan colosal que ya se atisba en el horizonte un futuro brillante para Aloy. Ha nacido una estrella."
IGN España le dio una puntuación de 9.2, destacando la exploración, el mundo abierto, el desarrollo de la historia y el apartado visual. Aunque el sistema de combate y diálogo no fue favorable del todo, IGN reconoce que Horizon es "un juego que mezcla acción y rol en un enorme (y precioso) mundo abierto." En su veredicto, mencionó que "es una aventura larga y sorprendente, que consigue atrapar (y vaya que si atrapa) por su atractivo mundo de juego, por el carisma de su protagonista, por la profundidad de su propuesta jugable y por lo bello que resulta en casi todo momento." En su crítica concluye diciendo: "Uno de los imprescindibles de PS4, y de principios de este 2017."
Meristation le dio una puntuación de 9.2/10, mencionando en su conclusión que "Horizon: Zero Dawn es uno de los juegos más redondos que se pueden encontrar hoy en día en la cada vez más habitual fórmula del Mundo Abierto. Guerrilla Games ha conseguido producir el que probablemente es su título más sólido con una propuesta muy completa a todos [los] niveles."
3D Juegos le dio una puntuación de 9.0/10. En su análisis, mencionó que "con Horizon Zero Dawn, [Sony Interactive Entertainment] no sólo presenta una agradecida bocanada de aire fresco en forma de una nueva IP con descomunal potencial para crecer, sino que se ha sacado de la manga una aventura de mundo abierto carismática y todo un caballo de carreras gráfico." El sitio destacó aspectos positivos sobre la historia, los elementos de rol, la jugabilidad y los gráficos.
El sitio web LaPS4 le dio un 90/100. "Horizon Zero Dawn es una sorpresa agradable porque pocas veces un juego de estas características llega incluso a superar las expectativas. No solo muestra una historia apasionante; no es solo un apartado técnico bestial; no es únicamente una jugabilidad perfecta y adictiva. Es todo eso y mucho más. Es, sobre todo, una Aloy que brilla con luz propia, capaz de alzarse imponente como la nueva gran heroína de PlayStation."
Gamereactor España le dio una puntuación de 9/10. "Es un juego sobresaliente en muchos aspectos, especialmente los de diseño y recreación visual, y con un buen sistema de combate, por lo que cada momento se puede disfrutar al máximo."
Vandal le dio una puntuación de 8.8/10. En su crítica, quedaron impresionados por el apartado visual, la historia y la jugabilidad. El sitio mencionó: "Una buena historia, un apartado jugable muy cuidado y divertido, unos gráficos espectaculares, y en definitiva todo lo que se le podía pedir a una superproducción como esta, que sabiendo lo que ofrece, va a dejar satisfecho a casi todo el mundo." Además, en su veredicto mencionó que Horizon es "una espectacular y entretenida aventura de mundo abierto que se convierte en uno de los exclusivos imprescindibles en el catálogo de PS4."

### Microsoft Windows (PC)
Horizon Zero Dawn también recibió críticas positivas para ordenadores. Muchos críticos destacaron el gran trabajo de Sony y Guerrilla para adaptar el juego a PC pero algunos mencionaron pequeños problemas de optimización y rendimiento. Aun así, la jugabilidad, los gráficos y los contenidos adicionales fueron bien recibidos.
Areajugones le dio una puntuación de 9.3, mencionando que "Horizon Zero Dawn aterriza por fin en compatibles. Tanto si eres uno de los que ya jugó a la versión de PS4 como si nunca lo has probado, realmente ahora es el mejor momento. Es una delicia jugarlo en ordenador."

### Ventas
Horizon Zero Dawn fue uno de los videojuegos más vendidos de 2017 y el segundo más vendido para PlayStation 4 después de Uncharted 4. En sus primeras semanas el videojuego vendió más de dos millones de copias y poco después vendió más de 3,4 millones, siendo la IP mejor vendida de Sony y Guerrilla Games. En enero de 2018, se estimó que el juego habría vendido más de 4 millones de copias, según el portal VGChartz.
En febrero de 2018, Sony anunció que el juego vendió 7,6 millones de copias a un año de su lanzamiento, convirtiéndose de esta manera en el nuevo lanzamiento first-party más exitoso de PS4. Un año después, en febrero de 2019, Guerrilla Games confirmó que Horizon vendió más de 10 millones de copias. Para febrero de 2022, el juego había vendido más de 20 millones de copias en PlayStation 4 y Microsoft Windows, alcanzando una vez más el puesto N°1 de los videojuegos más vendidos de PlayStation 4.

### Premios
| 2015 | Game Critics Awards                                     | |                      |               |
| 2015 | Game Critics Awards                                     | Lo Mejor del Evento                                                                                            | Nominado             | [ 61 ] [ 62 ] |
| 2015 | Game Critics Awards                                     | Mejor Juego Original                                                                                           | Ganador              | [ 61 ] [ 62 ] |
| 2015 | Game Critics Awards                                     | Mejor Juego de Consola                                                                                         | Nominado             | [ 61 ] [ 62 ] |
| 2015 | Game Critics Awards                                     | Mejor Juego de Acción/Aventura                                                                                 | Nominado             | [ 61 ] [ 62 ] |
| 2016 | Game Critics Awards                                     | |                      |               |
| 2016 | Game Critics Awards                                     | Lo Mejor del Evento                                                                                            | Nominado             | [ 63 ] [ 64 ] |
| 2016 | Game Critics Awards                                     | Mejor Juego Original                                                                                           | Ganador              | [ 63 ] [ 64 ] |
| 2016 | Game Critics Awards                                     | Mejor Juego de Consola                                                                                         | Nominado             | [ 63 ] [ 64 ] |
| 2016 | Game Critics Awards                                     | Mejor Juego de Acción/Aventura                                                                                 | Nominado             | [ 63 ] [ 64 ] |
| 2016 | The Game Awards 2016                                    | |                      |               |
| 2016 | Videojuego Más Esperado                                 | Nominado | [ 65 ]               |               |
| 2017 | The Game Awards 2017                                    | |                      |               |
| 2017 | The Game Awards 2017                                    | Juego del Año                                                                                                  | Nominado             | [ 66 ] [ 67 ] |
| 2017 | The Game Awards 2017                                    | Mejor Dirección de Juego                                                                                       | Nominado             | [ 66 ] [ 67 ] |
| 2017 | The Game Awards 2017                                    | Mejor Narrativa                                                                                                | Nominado             | [ 66 ] [ 67 ] |
| 2017 | The Game Awards 2017                                    | Mejor Juego de Acción/Aventura                                                                                 | Nominado             | [ 66 ] [ 67 ] |
| 2017 | The Game Awards 2017                                    | Mejor Actuación (Ashly Burch)                                                                                  | Nominada             | [ 66 ] [ 67 ] |
| 2017 | The Game Awards 2017                                    | Mejor Dirección Artística                                                                                      | Nominado             | [ 66 ] [ 67 ] |
| 2017 | Premios Golden Joystick                                 | |                      |               |
| 2017 | Juego del Año                                           | Nominado | [ 68 ] [ 69 ]        |               |
| 2017 | Mejor Narrativa                                         | Ganador | [ 68 ] [ 69 ]        |               |
| 2017 | Mejor Diseño Visual                                     | Nominado | [ 68 ] [ 69 ]        |               |
| 2017 | Mejor Juego de PlayStation                              | Ganador | [ 68 ] [ 69 ]        |               |
| 2017 | Mejor Actuación (Ashly Burch)                           | Ganadora | [ 68 ] [ 69 ]        |               |
| 2017 | Premio Revelación (Ashly Burch)                         | Ganadora | [ 68 ] [ 69 ]        |               |
| 2018 | Premios Writers Guild Award 2018                        | |                      |               |
| 2018 | Premios Writers Guild Award 2018                        | Mejor Guion de Videojuego (John Gonzalez, Benjamin McCaw, Ben Schroder, Anne Toole, Dee Warrick & Meg Jayanth) | Ganadores            | [ 70 ]        |
| 2018 | 21.º Ceremonia de los D.I.C.E. Awards                   | |                      |               |
| 2018 | Juego del Año                                           | Nominado | [ 71 ] [ 72 ] [ 73 ] |               |
| 2018 | Logro a la Excelencia en Animación                      | Nominado | [ 71 ] [ 72 ] [ 73 ] |               |
| 2018 | Logro a la Excelencia en Dirección Artística            | Nominado | [ 71 ] [ 72 ] [ 73 ] |               |
| 2018 | Logro a la Excelencia en Personaje (Aloy)               | Nominada | [ 71 ] [ 72 ] [ 73 ] |               |
| 2018 | Logro a la Excelencia en Composición de Música Original | Nominado | [ 71 ] [ 72 ] [ 73 ] |               |
| 2018 | Logro a la Excelencia en Historia (John Gonzalez)       | Ganador | [ 71 ] [ 72 ] [ 73 ] |               |
| 2018 | Logro a la Excelencia Técnica                           | Ganador | [ 71 ] [ 72 ] [ 73 ] |               |
| 2018 | Juego de Aventura del Año                               | Nominado | [ 71 ] [ 72 ] [ 73 ] |               |
| 2018 | Logro a la Excelencia en Diseño de Juego                | Nominado | [ 71 ] [ 72 ] [ 73 ] |               |
| 2018 | Logro a la Excelencia en Dirección de Juego             | Nominado | [ 71 ] [ 72 ] [ 73 ] |               |
| 2018 | Premios BAFTA de Videojuegos                            | |                      |               |
| 2018 | Mejor Juego del Año                                     | Nominado | [ 74 ] [ 75 ]        |               |
| 2018 | Logro Artístico                                         | Nominado | [ 74 ] [ 75 ]        |               |
| 2018 | Logro en Sonido                                         | Nominado | [ 74 ] [ 75 ]        |               |
| 2018 | Mejor Narrativa                                         | Nominado | [ 74 ] [ 75 ]        |               |
| 2018 | Mejor Diseño                                            | Nominado | [ 74 ] [ 75 ]        |               |
| 2018 | Mejor Música                                            | Nominado | [ 74 ] [ 75 ]        |               |
| 2018 | Mejor Propiedad Original                                | Ganador | [ 74 ] [ 75 ]        |               |
| 2018 | Mejor Interpretación (Ashly Burch)                      | Nominado | [ 74 ] [ 75 ]        |               |
| 2018 | Game Developers Choice Awards                           | |                      |               |
| 2018 | Mejor Audio                                             | Nominado | [ 76 ] [ 77 ]        |               |
| 2018 | Mejor Tecnología                                        | Ganador | [ 76 ] [ 77 ]        |               |
| 2018 | Mejor Diseño                                            | Nominado | [ 76 ] [ 77 ]        |               |
| 2018 | Mejor Narrativa                                         | Nominado | [ 76 ] [ 77 ]        |               |
| 2018 | Mejor Arte Visual                                       | Nominado | [ 76 ] [ 77 ]        |               |
| 2018 | Mejor Juego del Año                                     | Nominado | [ 76 ] [ 77 ]        |               |

## Secuela
En junio de 2020, Guerrilla Games anunció la secuela del juego titulado Horizon Forbidden West. Su lanzamiento fue el 18 de febrero de 2022.

## Adaptación en serie de televisión
En mayo de 2022, Netflix anunció que estaba desarrollando una adaptación en formato serie basada en el videojuego.